# Ancienne église de Kaivoksela
L'église de Kaivoksela (en finnois : Kaivokselan kirkko) était située dans le quartier Kaivoksela à Vantaa en Finlande.

## Description
Conçue par Aarne Ehojoki elle est construite en 1969.
À la suite de l'incendie volontaire du 15 octobre 2006, elle est démolie durant l’été 2014.
Seul le clocher n'a pas été démoli.

## Galerie

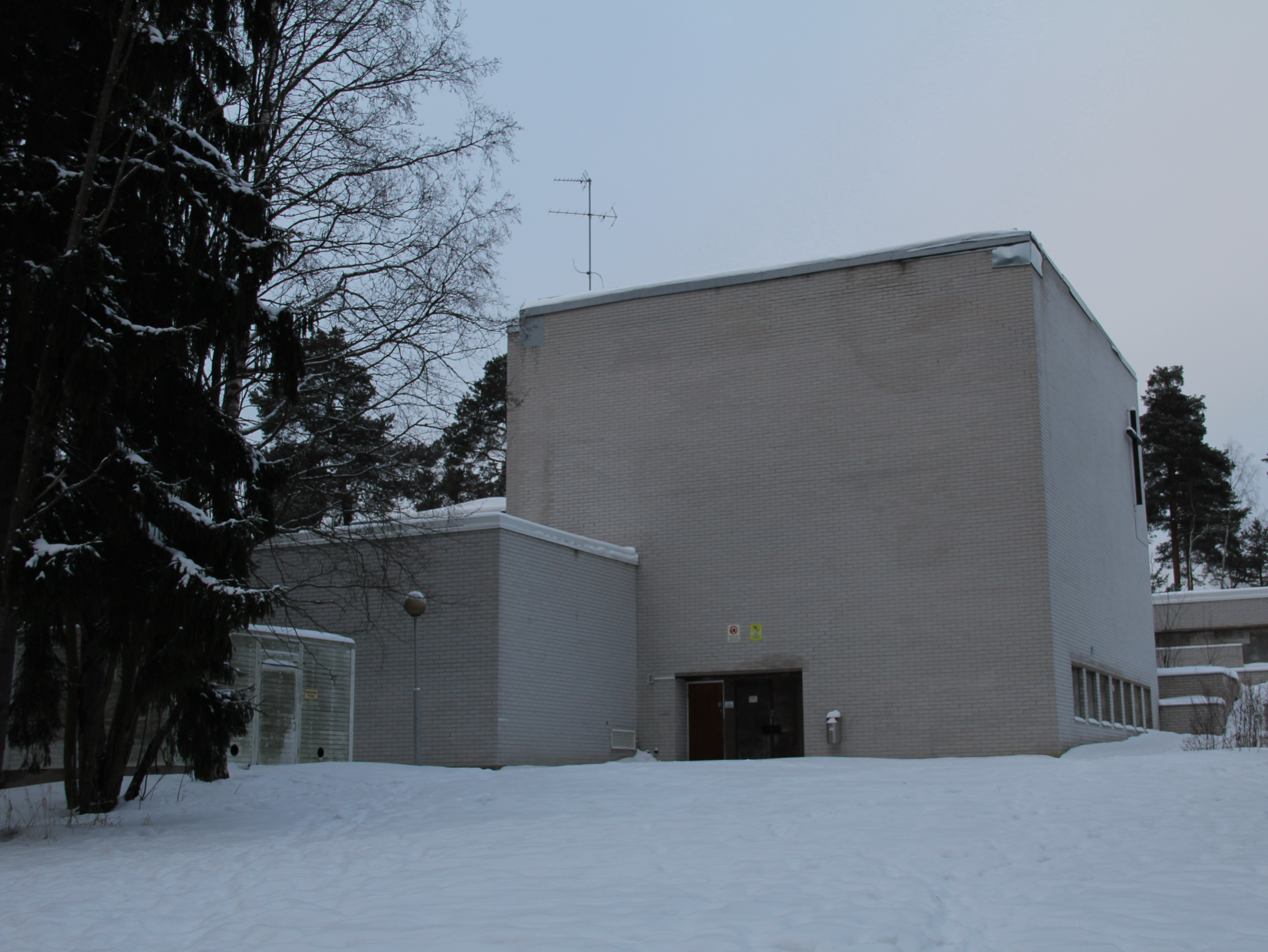
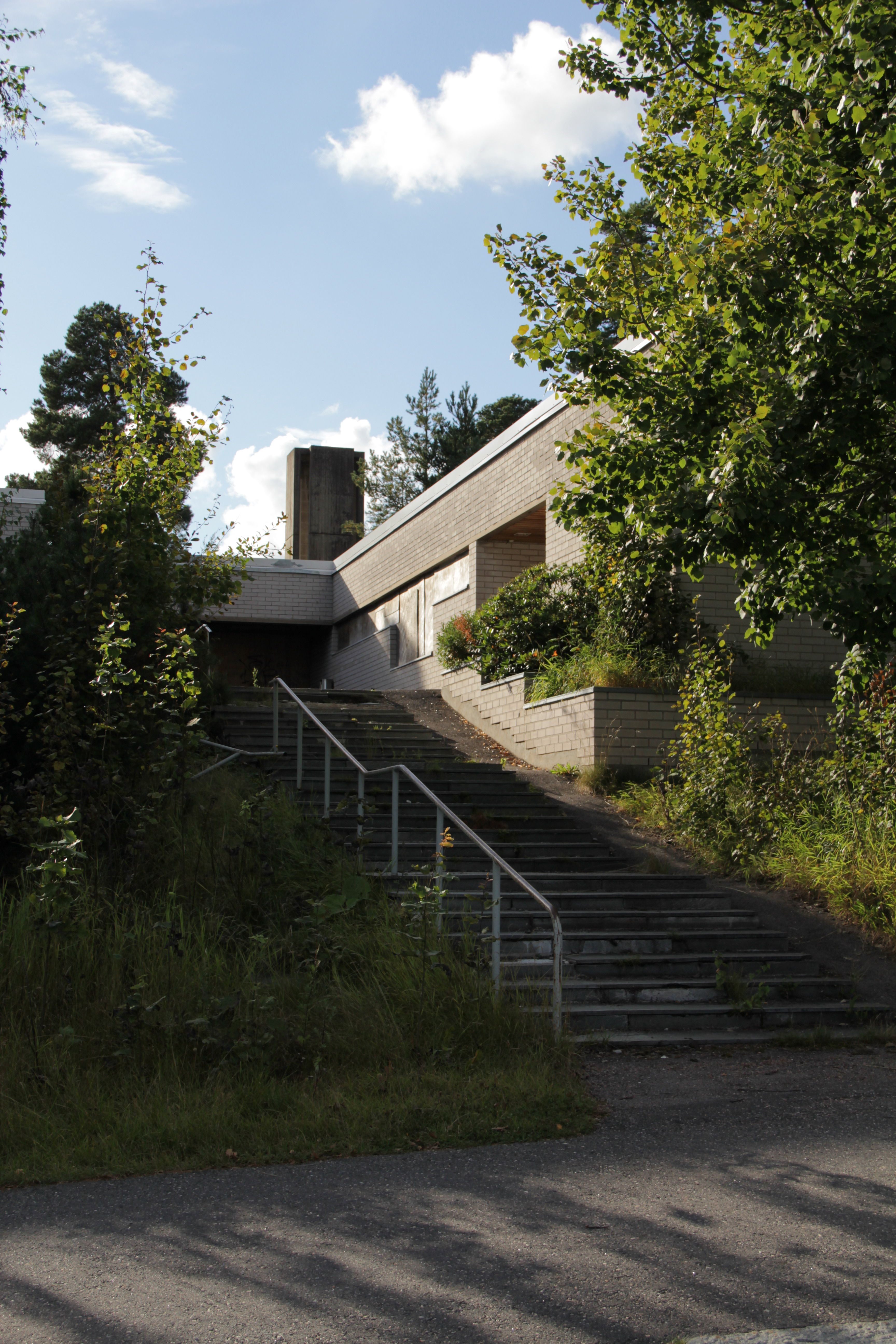
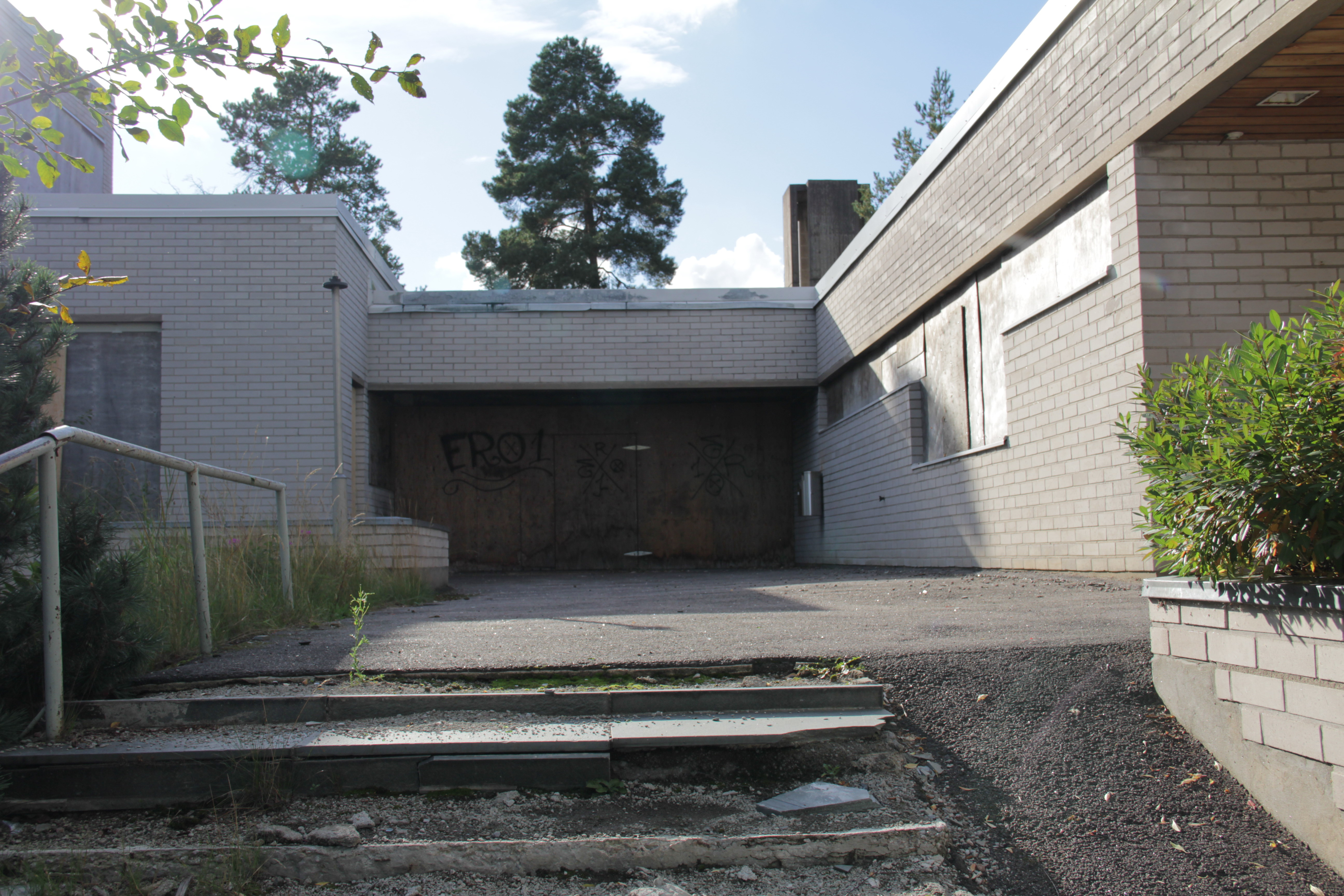
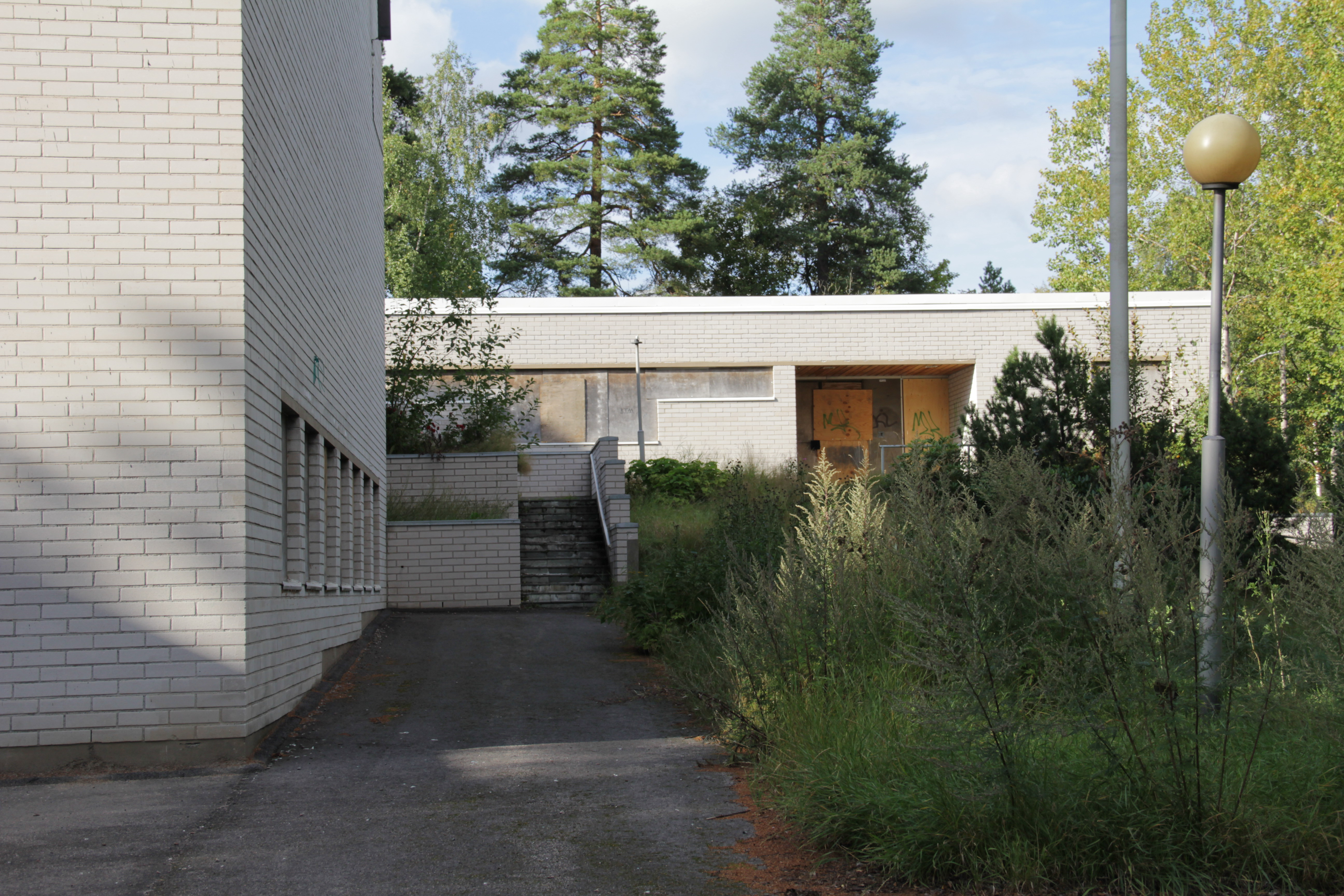
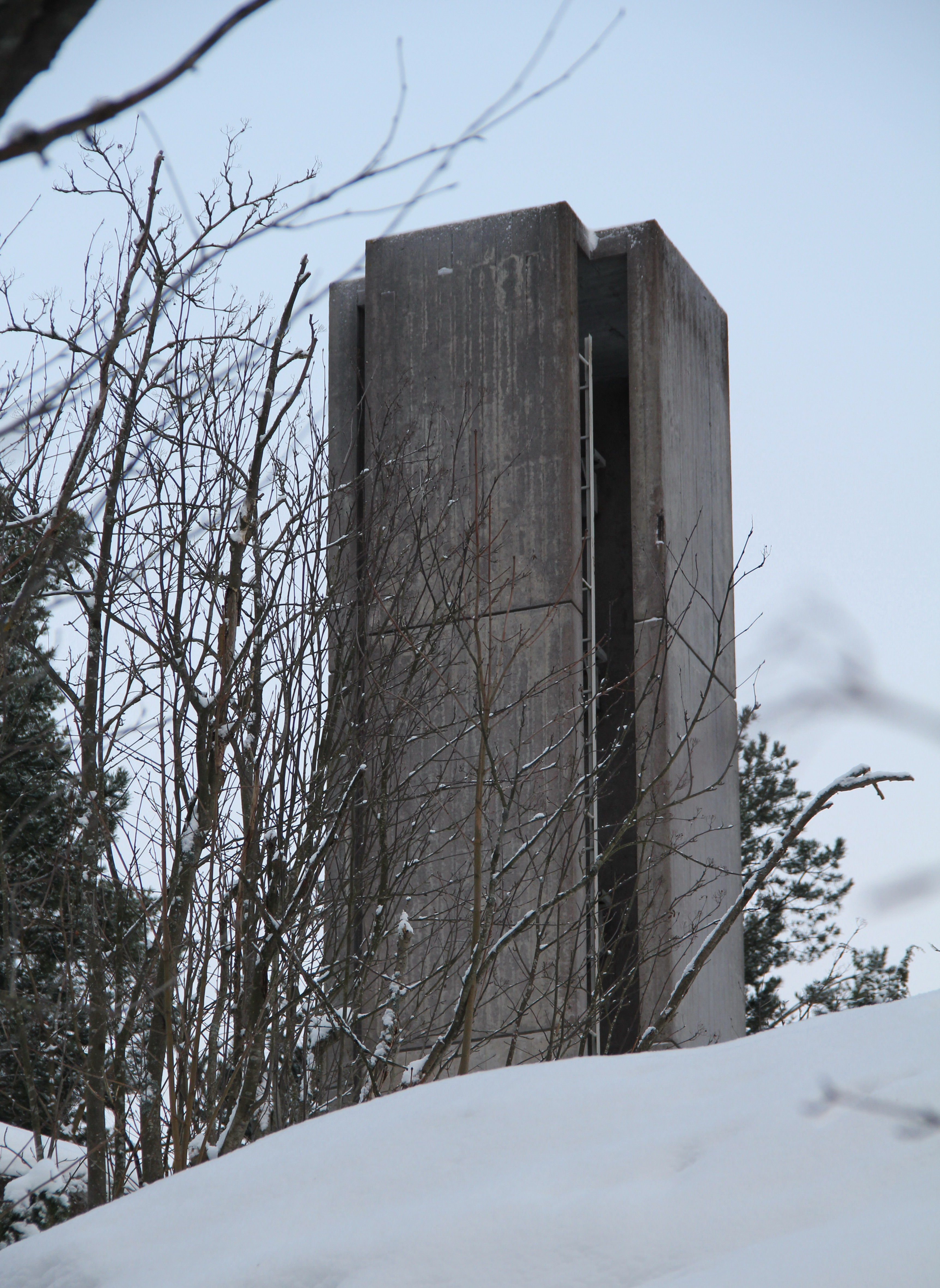
Le clocher.